# فريتز هيلويج
فريتز هيلويج (بالألمانية: Fritz Hellwig )‏ (و. 1912 – 2017 م) هو سياسي ألماني، ولد في ساربروكن، كان عضوًا في الحزب النازي، والاتحاد الديمقراطي المسيحي، وكان عضوًا في كتيبة العاصفة، والجمعية البرلمانية لمجلس أوروبا، توفي عن عمر يناهز 105 عاماً.

## مناصب
تولى منصب عضو في البوندستاغ الألماني (6 أكتوبر 1953–6 أكتوبر 1957)
- عضو في البرلمان الأوروبي
- مفوض أوروبي.

## التعليم
تعلم في جامعة ماربورغ.

## جوائز
حصل على جوائز منها:
- الصليب الأكبر من وسام استحقاق جمهورية ألمانيا الاتحادية.

## روابط خارجية
- فريتز هيلويج على موقع مونزينجر (الألمانية)